# Мартін Віннікомб
Мартін Віннікомб (англ. Martin Vinnicombe, 5 грудня 1964) — австралійський велогонщик.
Срібний призер Олімпійських Ігор 1988 року в гіті на 1 км.
Переможець Ігор Співдружності 1986 (роздільна гонка), 1990 (роздільна гонка) років.
Чемпіон світу з трекових велоперегонів 1987 року в гіті на 1 км, срібний призер 1986 (гіт на 1 км), 1989 (гіт на 1 км), 1990 (гіт на 1 км) років, бронзовий призер 1985 року в гіті на 1 км.